# ヨーク郡 (ネブラスカ州)
ヨーク郡（ヨークぐん、York County）はアメリカ合衆国ネブラスカ州に位置する郡である。2000年現在、人口は14,598人である。ここの郡庁所在地はヨークである。

## 地理
アメリカ合衆国統計局によると、この郡は総面積1,492 km2 (576 mi2) である。このうち1,491 km2 (576 mi2) が陸地で1 km2 (0 mi2) が水地域である。総面積の0.06%が水地域となっている。

### 隣接する郡
- スワード郡 - (東)
- フィルモア郡 - (南)
- ハミルトン郡 - (西)
- ポーク郡 - (北)

## 人口動勢
2000年現在の国勢調査で、この郡は人口14,598人、5,722世帯、及び3,931家族が暮らしている。人口密度は10/km2 (25/mi2) である。4/km2 (11/mi2) の平均的な密度に6,172軒の住居が建っている。この郡の人種的構成は白人96.78%、アフリカン・アメリカン0.96%、先住民0.29%、アジア0.49%、太平洋諸島系0.08%、その他の人種0.64%、及び混血0.77%である。人口の1.40%がヒスパニックまたはラテン系である。
この郡内の住民は25.30%が18歳未満の未成年、18歳以上24歳以下が9.00%、25歳以上44歳以下が25.40%、45歳以上64歳以下が23.00%、及び65歳以上が17.40%にわたっている。中央値年齢は39歳である。女性100人ごとに対して男性は91.50人である。18歳以上の女性100人ごとに対して男性は88.80人である。
この郡の世帯ごとの平均的な収入は37,093米ドルであり、家族ごとの平均的な収入は44,741米ドルである。男性は30,658米ドルに対して女性は19,874米ドルの平均的な収入がある。この郡の一人当たりの収入 (per capita income) は17,670米ドルである。人口の8.50%及び家族の6.00%は貧困線以下である。全人口のうち18歳未満の9.90%及び65歳以上の7.10%は貧困線以下の生活を送っている。

## 都市及び村
- ベネディクト (Benedict)
- Bradshaw
- グレシャム (Gresham)
- ヘンダーソン (Henderson)
- Lushton
- McCool Junction
- Thayer
- Waco
- ヨーク (York)

1. ↑   Find a County, National Association of Counties 2011年6月7日閲覧。
2. ↑   American FactFinder, United States Census Bureau 2008年1月31日閲覧。